# Oresteia
Oresteia (řecky Ὀρέστεια) je dramatická trilogie starořeckého dramatika Aischyla. Skládá se z her Agamemnón, Oběť na hrobě a Usmířené lítice. Původně byla její součástí i čtvrtá hra (tzv. satyrské drama) Proteus, ale ta se nedochovala. Dnes se proto Oresteiou obvykle myslí jen soubor těchto tří her. Poprvé byla Oresteia hrána na slavnostech Dionýsa v Athénách v roce 458 př. n. l., kde získala první cenu.

## Děj

### Agamemnón
Děj začíná před palácem slavného řeckého vojevůdce Agamemnóna ve městě Argu. Místní obyvatelé čekají na zprávy o tom, jak dopadly boje Řeků před Trójou. Ve městě vládne Agamemnónova manželka Klytaimnéstra se svým milencem Aigisthem. Když se Agamemnón vrátí domů, je jimi krutě zavražděn. Klytaimnéstra vláká svého muže do lázně, ve které ho spoutá do jakési sítě a poté ho zabije. Aigisthos převezme vládu.

### Oběť na hrobě
Do Argu přichází Orestés, syn Agamemnónův a Klytaimnéstřin. Na popud boha Apollóna Foiba chce potrestat vraždu svého otce. Setkává se se svou sestrou Élektrou a svou matku i Aigistha zabíjí.

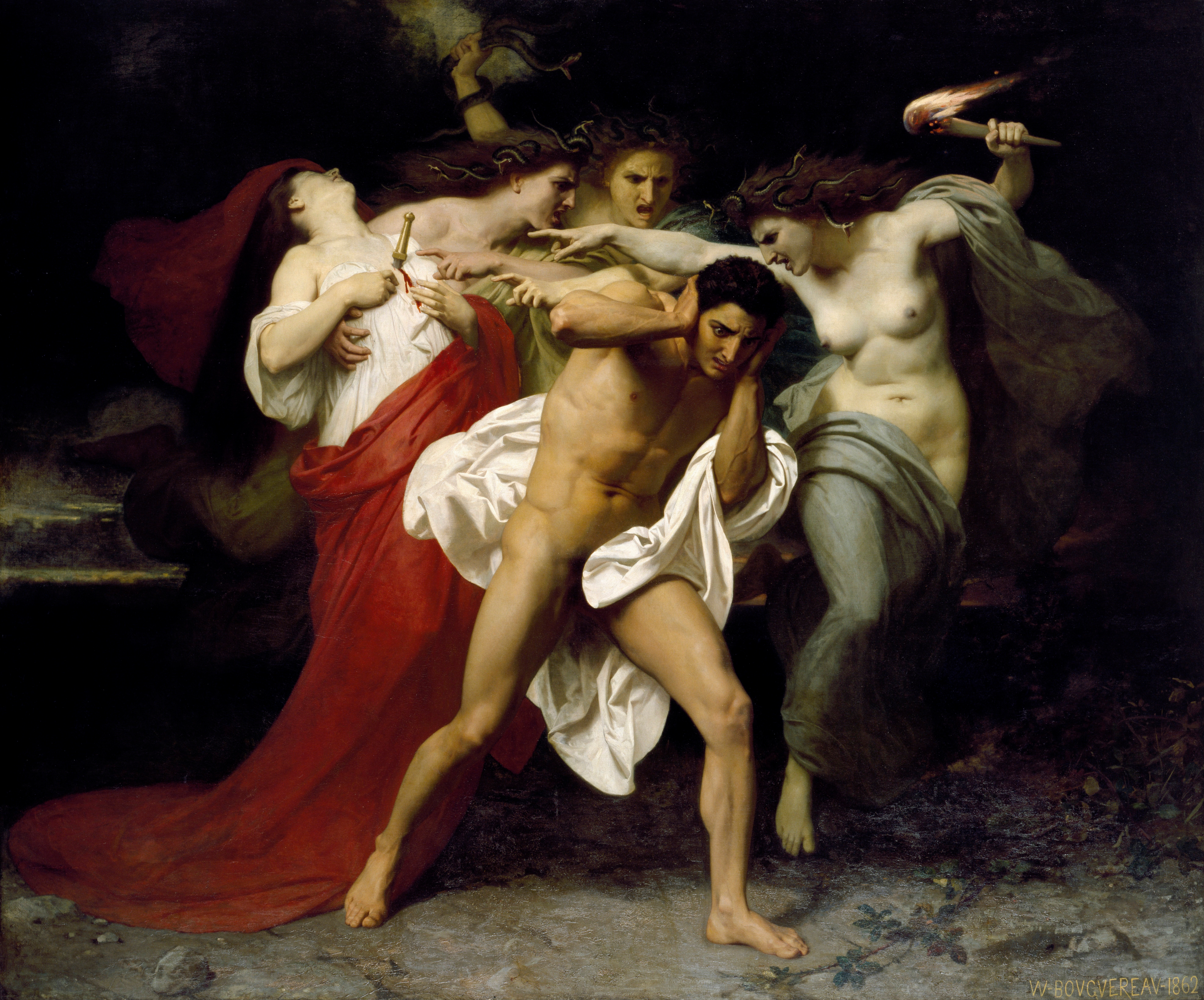
Orestés s Líticemi na obraze Williama-Adolpha Bouguereau

### Usmířené lítice
Za svůj čin je Orestés pronásledován bohyněmi Líticemi. Protože zabil svou matku (tedy člověka, se kterým je spřízněn krví), musí nyní trpět. Apollón Foibos se rozhodne Orestovi pomoci. Bohyně Pallas Athéna ustaví z nejlepších athénských občanů soudní tribunál, který má rozhodnout (symbolické ztvárnění založení athénského areopágu). O jeden hlas více mají Orestovi odpůrci, avšak Athéna dá svůj hlas v Orestův prospěch. V tomto případě rovnost hlasů znamená vítězství žalované strany (Oresta). Athéna se tak rozhodla na základě svého přesvědčení, že matka není tak důležitá jako otec, protože lze být stvořen i bez ní. Athéna se totiž podle pověsti nenarodila z matky, nýbrž vyskočila svému otci Diovi přímo z hlavy. Proto se takto rozhodla. Božské Lítice svou prohru nesou těžce, ale nakonec jsou Athénou usmířeny, když jim dá jejich vlastní sídlo a slíbí jim určitá práva.

## Oresteiaa její místo v mytologii
Oresteia patří do okruhu bájí kolem krále Agamemnóna. Agamemnón byl synem bídného krále Átrea, ten byl synem Pelopa a Pelops synem Tantala. Tantalos spáchal hrozný čin, když chtěl vyzkoušet bohy, a proto zabil svého syna Pelopa (bohové ho později oživili). Tímto činem uvrhl na svou rodinu prokletí. I znovuoživený Pelops později začal být zpupný a mezi jeho syny Átreem a Thyestem propukl bratrovražedný boj. Thyestés byl otcem Aigistha, který se ze msty stal milencem Klytaimnéstry a vrahem Agamemnónovým. Teprve až Orestovi je odpuštěno. K tématu prokletí Tantalova rodu se dostal také Jaroslav Vrchlický svými třemi dramaty Námluvy Pelopovy, Smír Tantalův a Smrť Hippodamie (vydáno jako tzv. Antická trilogie).

## Starověká řecká dramata a mytologie
Mnoho starověkých řeckých dramat využívá mytologii. Aischylos nebyl jediným dramatikem, který se zabýval pověstmi kolem Agamemnóna. Sofoklés napsal samostatné drama o Élektře, ve kterém kladl mnohem větší důraz na její roli v celém příběhu nežli Aischylos. Élektru vykreslil jako neústupnou a tvrdou dívku, která vší silou a klidně i za cenu sebezničení chce pomstít vraždu svého otce. Stejnojmenné drama napsal také Eurípidés.

## Hudební zpracování
Aischylova Oresteia posloužila jako podklad řady hudebních děl. Celou trilogii zhudebnil ve stejnojmenné operní trilogii ruský skladatel Sergej Ivanovič Tanějev (1884–1894). Podle posledního dílu (Eumenidy, tj. Usmířené Lítice) napsal operu Eumenidy roku 2001 albánský skladatel Vasil S. Tole.

## Překlady do češtiny
Oresteiu přeložili Hynek Mejsnar, Josef Král, Ferdinand Stiebitz, Vladimír Šrámek, Julius Enders, Václav Renč, Petr Borkovec a Matyáš Havrda. První díl (Agamemnón) samostatně přeložil navíc také Vincenc Kočvara, Eumenidy (Usmířené Lítice) pak Václav Bolemír Nebeský. Ukázku z Eumenyd přeložil ještě František Šír.